# Otto Fredrik Ekerman
Otto Fredrik Ekerman, född den 23 januari 1731 i Norrköping, död där den 8 april 1800, var en svensk borgmästare. 

## Biografi
Ekerman föddes som son till juristen och riksdagsmannen Olof Ekerman (1697–1742) och hans hustru Beata Berg (1689–1777).  Ekerman blev stadsfiskal i Norrköping 1754 och justitierådman där 1762. Han var justitieborgmästare i Norrköping från 1762 till 1797. Han blev assessor 1789 och lagman 1790. Ekerman var ägare av Kättsäter i Borgs socken. Han dog ogift och barnlös.